# Słuchowisko

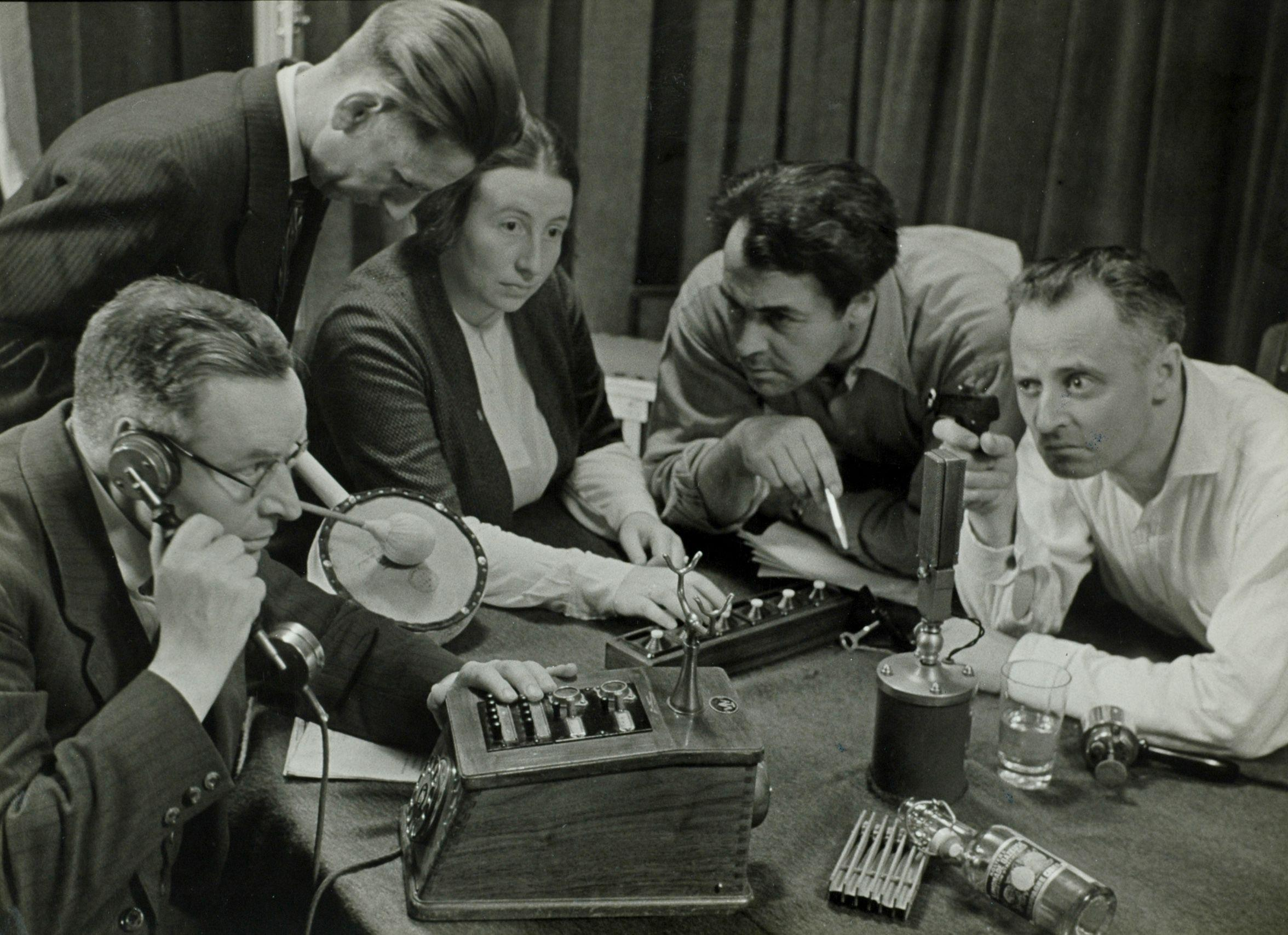
Nagrywanie słuchowiska radiowego, Holandia, 1949.

Słuchowisko (rzadziej radiosłuchowisko lub dźwiękowisko) – podstawowa artystyczna, literacka forma, której tworzywem jest wyłącznie dźwięk: głos ludzki, efekty akustyczne i muzyka. Tradycyjnie teksty słuchowisk miały postać zbliżoną do dramatu teatralnego, obecnie, poprzez wprowadzenie narratora, pojawiają się również formy epickie.
Za Witoldem Hulewiczem (1935) słuchowisko nazywane jest też teatrem wyobraźni.
Do historii przeszło nadane 30 października 1938 roku słuchowisko Wojna światów stacji CBS. Wyreżyserowana przez Orsona Wellesa adaptacja opowiadania H.G. Wellsa została potraktowana przez radiosłuchaczy jako faktoid.

## Słuchowisko a inne gatunki radiowe
Słuchowisko (dramat radiowy) bywa mylone z innymi gatunkami radiowymi, m.in. z dziennikarskim – reportażem radiowym, a także ze scenariuszem słuchowiska tworzonym na podstawie dramatu radiowego.
Słuchowiskiem oryginalnym nazywamy utwór dramaturgiczny napisany specjalnie dla radia (na scenę radiową). Szczególną kategorią słuchowiska radiowego jest słuchowisko ciągłe (cykliczne), najczęściej powieść radiowa nadawana co kilka dni lub co tydzień w długim okresie. Do słuchowisk należą także adaptacje innych utworów literackich – dramatów teatralnych, powieści, opowiadań, a nawet poezji.

## Środki wyrazu
Do głównych środków wyrazu słuchowiska należą:
- dialog, który łączy charakterystykę postaci z elementami fabuły i ukrytymi sygnałami co do scenografii, którą słuchacz powinien sobie „wyobrazić”
- metafora dźwiękowa – rodzaj przenośni posługującej się dźwiękowymi odpowiednikami pojęć. W słuchowiskach zachodnich i niektórych polskich słuchowiskach ciągłych, metafora dźwiękowa bywa zastępowana przez dźwięk naturalistyczny (nagrywany w środowisku naturalnym), miksowany z innymi efektami fonicznymi i mową.

## Proces powstawania
Słuchowisko jest nagrywane w studiu dźwiękowym przez zespół, w którego skład wchodzą: reżyser, aktorzy, realizator akustyczny (twórca oprawy dźwiękowej) i nierzadko kompozytor. W teatrze radiowym reżyser odgrywa kluczową rolę w prowadzeniu aktorów. To on określa koncepcję całego dzieła, uczy pracy z mikrofonem i nadzoruje techniczne aspekty nagrań. Reżyserzy często stosują różne techniki artystyczne, od metody Stanisławskiego (emocjonalne utożsamianie się aktora z postacią) po teorię alienacji Brechta (utrzymywanie dystansu między aktorem a rolą)

## Słuchowiska w Polsce
W Polsce słuchowiska produkowane są głównie przez Polskie Radio, emitowane zwłaszcza w Programie 2, rzadziej w Programie 1 i Programie 3. Również Od 24 listopada 2008 słuchowiska zaczął także nadawać jako pierwszy wśród rozgłośni komercyjnych Teatr Radia TOK FM. Słuchowisko bywa jednak nagrywane również przez firmy fonograficzne lub podobne zakłady na płytach i taśmach niezależnie od radia i do innych celów, choć zwykle z wykorzystaniem radiowej bazy technicznej i przy udziale fachowych pracowników radia (słuchowiska dla dzieci, dla niewidomych, edukacyjne, studyjne – studenckie na uniwersyteckich wydziałach polonistyki, w szkołach filmowych i medialnych itp.). Wraz z rozwojem popularności audiobooków, pojawiły się też dźwiękowe adaptacje powieści i komiksów, czytane z podziałem na role i narratora oraz podobną do filmowej, realistyczną warstwą dźwiękową.
Pierwszym polskim słuchowiskiem była nadana na żywo 29 listopada 1925 w Warszawie adaptacja dramatu Stanisława Wyspiańskiego Warszawianka, przygotowana przez Alojzego Kaszyna dla uczczenia rocznicy Nocy Listopadowej, a pierwszym napisanym specjalnie dla radia i nadanym 17 maja 1928 słuchowiskiem oryginalnym – Witolda Hulewicza Pogrzeb Kiejstuta.

## Nagrody
Od 1988 roku Zespół Artystyczny Teatru Polskiego Radia przyznaje corocznie Wielki Splendor – nagrodę honorującą aktorów-wykonawców słuchowisk radiowych oraz, okazjonalnie, całokształt dorobku twórczego w dziedzinie reżyserii, pisarstwa radiowego lub kompozycji muzycznej. Osoby aktywnie uczestniczące w tworzeniu słuchowisk także mają szansę na zdobycie prestiżowej nagrody Złoty Mikrofon.

## Przykłady słuchowisk ciągłych
- „Matysiakowie” – powieść radiowa w Programie 1 Polskiego Radia opisująca historię mieszkającej w Warszawie rodziny. Na antenie od grudnia 1956 roku.
- „W Jezioranach” – powieść radiowa w Programie 1 Polskiego Radia opisująca historię społeczności mieszkańców fikcyjnej miejscowości Jeziorany. Na antenie od 1960 roku.
- „Motel w pół drogi” – słuchowisko cykliczne Programu 1 Polskiego Radia opisujące przygody osób prowadzących tytułowy motel na prowincji. Program o charakterze edukacyjno-rozrywkowym, mający na celu kształtowanie postaw przedsiębiorczych wśród słuchaczy. Na antenie od 2006 roku.
- „The Archers” – słuchowisko cykliczne BBC ukazujące życie społeczności małego angielskiego miasteczka na prowincji. To na tym programie początkowo wzorowali się twórcy polskich słuchowisk ciągłych w Polskim Radiu.

## Autorzy oryginalnych słuchowisk Teatru Polskiego Radia
- Witold Hulewicz
- Zbigniew Herbert
- Konstanty Ildefons Gałczyński
- Ireneusz Iredyński
- Jerzy Janicki
- Andrzej Mularczyk
- Piotr Müldner-Nieckowski
- Bogdan Loebl
- Jerzy Górzański
- Henryk Bardijewski
- Kazimierz Orłoś
- Jeremi Przybora
- Janusz Krasiński
- Władysław Lech Terlecki
- Marian Grześczak
- Jerzy Krzysztoń
- Marcin Wolski
- Jerzy Niemczuk
- Maciej Zembaty
- Teresa Lubkiewicz-Urbanowicz
- Jacek Janczarski
- Jacek Fedorowicz
- Feliks Netz
- Zofia Posmysz
- Piotr Wojciechowski
- Liliana Bardijewska
- Jarosław Abramow-Newerly

## Słuchowiska Teatru Polskiego Radia wydane drukiem
- Teatr Wyobraźni (Wydawnictwa Radia i Telewizji, lata 70. XX w.)
- Teatr wyobraźni. Słuchowiska radiowe (wybór: Jerzy Krzysztoń, Wydawnictwa Radia i Telewizji, Warszawa 1969)
- Henryk Bardijewski Siła przyciągania (Wydawnictwa Radia i Telewizji, Warszawa 1975)
- Władysław Lech Terlecki Herbatka z nieobecnym (Wydawnictwa Radia i Telewizji, Warszawa 1976)
- Jerzy Krzysztoń Polonus w opałach (Wydawnictwa Radia i Telewizji, Warszawa 1976)
- Janusz Krasiński Śniadanie u Desdemony (Wydawnictwa Radia i Telewizji, Warszawa 1976)
- Bohdan Drozdowski Zapach cygar (Wydawnictwa Radia i Telewizji, Warszawa 1978)
- Jerzy Janicki Koty to dranie (Wydawnictwa Radia i Telewizji, Warszawa 1978)
- Jarosław Abramow-Newerly Pięć minut sławy (Wydawnictwa Radia i Telewizji, Warszawa 1978)
- Jerzy Grzymkowski Łagodny zmierzch (Wydawnictwa Radia i Telewizji, Warszawa 1979)
- Ireneusz Iredyński Głosy (Wydawnictwa Radia i Telewizji, Warszawa 1974)
- Ireneusz Iredyński Skąd ta wrażliwość (Wydawnictwa Radia i Telewizji, Warszawa 1979)
- Ireneusz Iredyński Wszyscy zostali napadnięci (Wydawnictwa Radia i Telewizji, Warszawa 1985)
- Andrzej Mularczyk Cicho, szeptem i na ucho (Wydawnictwo Adam Marszałek, 2006)
- Piotr Müldner-Nieckowski Piórko (Wydawnictwo Adam Marszałek, Toruń 2007)
- Jerzy Górzański Życie do końca życia (Wydawnictwo Adam Marszałek, Toruń 2007)
- Bogdan Loebl Wesołych świąt (Wydawnictwo Adam Marszałek, Toruń 2007)